# Penningkruid
Penningkruid (Lysimachia nummularia) is een kruipende, groenblijvende, vaste plant, die behoort tot het geslacht wederik (Lysimachia). De soortaanduiding nummularia stamt van het Latijnse nummulus, dat "muntje" betekent. Penningkruid is een plant van natte tot vochtige grond langs slootkanten, graslanden en loofbossen. De soort komt van nature voor in Europa, maar is nu bijna over de hele wereld verspreid.
De plant wordt 10-60 cm hoog en heeft kruipende of aan de top opstijgende, gevleugelde stengels. De vier vleugels zijn tot 0,7 mm breed. De plant vermeerdert zich vegetatief doordat de kruipende stengels op de knopen wortels vormen. De 2,5 cm grote bladeren zijn rond, eirond tot elliptisch met een stompe bladtop. Op de bladeren zitten rode klierpuntjes, die als het blad tegen het licht gehouden wordt met een loep goed te zien zijn.
De plant bloeit van juni tot augustus met gele, 1,5-3 cm grote bloemen op dikke bloemstelen. De kelkslippen zijn eirond tot hartvormig en de meeldraden zijn aan de voet iets vergroeid. Het vruchtbeginsel is bovenstandig.
De vrucht is een doosvrucht.

## Medicinaal gebruik
De bladeren werden vroeger gebruikt bij de behandeling van wonden. De vroegmoderne Nederlandse arts en botanicus Herman Boerhaave (1668 – 1738) beval het gebruik van zowel gedroogde bladeren als poeder voor behandeling van scheurbuik en bloedingen aan.

## Namen in andere talen
De namen in andere talen kunnen vaak eenvoudig worden opgezocht met de interwiki-links.
- Duits: Pfennig-Gilbweiderich, Pfennigkraut
- Engels: Moneywort, Creeping Jenny
- Frans: Trapissante, Lysimaque nummulaire